# Далари
Далари (груз. დალარი, азерб. Dəllər) — село в подчинении сельской административно-территориальной единицы Квемо-Орозмани, Дманисского муниципалитета, края Квемо-Картли республики Грузия с 100 %-ным Турецким населением. Находится в юго-восточной части Грузии, на территории исторической области Борчалы.

## История
Название села упоминается в документах 1926 года, во время переписи населения региона.
Во время археологических раскопков, проведенных на территории села в 2004 году, были обнаружены погребения эпохи поздней бронзы.

### Топоним
Топоним села Далари связан с названием тюркского племени Таля (азерб. «Tələ»), что в переводе с азербайджанского языка на русский язык означает «Капкан».

## География
Село расположено на Башкечидском плато, на правом берегу реки Машавера, в 4 км к юго-западу от районного центра Дманиси, на высоте 1160 метров от уровня моря.
Граничит с городом Дманиси, селами Гантиади, Джавахи, Тнуси, Мтисдзири, Земо-Орозмани, Квемо-Орозмани, Ваке, Шиндилиари, Цителсакдари, Бослеби, Каклиани, Ангревани, Сафарло (Лаклакашени), Мамишло (Вардзагара), Камарло, Шахмарло, Иакубло, Безакло, Амамло, Сакире и Гора Дманисского Муниципалитета.

## Население
По данным Государственного статистического комитета Грузии, согласно официальной переписи 2002 года, численность населения села Далари составляет 313 человек и на 100 % состоит из азербайджанцев.

## Экономика
Население в основном занимается овцеводством, скотоводством и овощеводством.

## Достопримечательности
- Средняя школа - построена в 1923 году.[7]